# Montana, Schweiz
Montana (frankoprovensalska: Montana/Montanna) är en ort i kommunen Crans-Montana i kantonen Valais, Schweiz. Orten var före den 1 januari 2017 en egen kommun, men slogs då samman med kommunerna Chermignon, Mollens och Randogne till den nya kommunen Crans-Montana.